# Siergiej Łazo
Siergiej Gieorgiejewicz Łazo (ros. Сергей Георгиевич Лазо; ur. 23 lut.?/7 marca 1894 w Piatrze, zm. w kwietniu lub maju 1920) – rosyjski działacz komunistyczny i dowódca wojskowy.

## Życiorys
Urodził się we wsi Piatra w Besarabii (ob. w rejonie Orgiejów w Mołdawii). Pobierał nauki w instytucie technologicznym w Petersburgu, a następnie w Moskwie. 
Po wybuchu I wojny światowej, latem 1916 został wcielony do armii rosyjskiej, gdzie po ukończeniu przyśpieszonego kursu w Aleksiejewskiej Szkole Wojskowej uzyskał rangę chorążego). W grudniu 1916 został skierowany do 15 Syberyjskiego Pułku Strzelców w Krasnojarsku, gdzie następnie wstąpił do nielegalnej organizacji eserów. Po rewolucji lutowej został delegatem Krasnojarskiej Rady Delegatów Robotniczych i Wojskowych. Po rewolucji październikowej, w listopadzie 1917 Łazo został przywódcą rewolucjonistów w Krasnojarsku, a w grudniu uczestniczył w walkach z białymi w Irkucku. W 1918 przystąpił do partii bolszewików.
W okresie marca do sierpnia 1918 roku Łazo był dowódcą frontu zabajkalskiego. Toczył tam kilkumiesięczne walki z „białymi” siłami atamana Siemionowa, jednak wbrew późniejszej propagandzie radzieckiej nie zdołał go jednak rozbić. W tym czasie poślubił Olgę Grabienko, będącą komisarzem politycznym w jego oddziale. Oddział został jednak w końcu okrążony przez siły przeciwników, po czym Łazo z Olgą opuścili go i przedostali się potajemnie do Władywostoku, opanowanego przez białych. Łazo następnie służył w bolszewickich oddziałach partyzanckich w tym rejonie, na stanowiskach dowódczych.
31 stycznia 1920 bolszewiccy partyzanci, korzystając z rozbicia armii admirała Kołczaka, wraz z Łazo wkroczyli do Władywostoku, usuwając władze białych. Jednakże, w mieście pozostawał silny garnizon wojsk japońskich, początkowo nie podejmujących interwencji. Dopiero na skutek krwawego wystąpienia anarchistów w Nikołajewsku nad Amurem, Japończycy podjęli w nocy z 4 na 5 kwietnia 1920 akcję przeciw wszystkim oddziałom partyzanckim w tym rejonie. We Władywostoku aresztowano wszystkich dowódców, w tym Łazo, mimo że posługiwał się dokumentami na nazwisko praporszczyka Kozlenko (ujęto go w budynku dawnego kontrwywiadu kołczakowskiego, wykorzystywanym jako kwatera bolszewików).
9 kwietnia 1920 Łazo został wywieziony z miejsca schwytania wraz z dwoma innymi bolszewikami Wsiewołodem Simbircewem i Aleksjejem Łuckim, po czym ślad po nich zaginął. Okoliczności i data ich śmierci nie są jednak z pewnością ustalone. Włoski wojskowy dziennikarz mający kontakty z oficerami japońskimi ujawnił wkrótce potem, że Łazo z pozostałymi zostali rozstrzelani na półwyspie Egerszeld, a ich ciała spalono. Dopiero we wrześniu 1921 pojawiła się anonimowa relacja kolejarza, który miał widzieć, jak w maju 1920 na stacji Ussuri (ob. Rużino) Japończycy przekazali trzech ludzi podobnych do Łazo, Simbircewa i Łuckiego Kozakom z oddziału Boczkariewa, którzy usiłowali ich spalić żywcem w palenisku parowozu, lecz na skutek ich oporu zastrzelili ich, po czym spalili. Wersja ta została przyjęta i szeroko rozpropagowana przez propagandę i historiografię radziecką, kreującą Łazo na jednego z głównych bohaterów rewolucji. Budzi ona jednak wątpliwości, m.in. z uwagi na trudność spalenia ciał trzech ludzi w palenisku parowozu, jak również niecelowość takiego działania ze strony japońskiej. W późniejszym piśmiennictwie ponadto zaczęto podawać jako miejsce zdarzenia stację Murawiewo-Amurskaja, później nazwaną Łazo, utrwaliła się też wersja o spaleniu ich żywcem.
Imię Łazo nosi jego rodzinna miejscowość, stacja – domniemane miejsce śmierci oraz wiele ulic w różnych miastach Rosji. Jako pomnik w Ussuryjsku został ustawiony parowóz Jeł-629, w którym miano go spalić, lecz z uwagi na niejasny opis śmierci, z pewnością nie ma on faktycznego związku ze śmiercią Łazo.